# Hydraena pagaluensis
Hydraena pagaluensis är en skalbaggsart som beskrevs av Carles Hernando och Ignacio Ribera 2001. Hydraena pagaluensis ingår i släktet Hydraena och familjen vattenbrynsbaggar. Inga underarter finns listade i Catalogue of Life.